# Elies Goos
Elies Goos (13 januari 1989) is een Belgisch voormalig volleybalster.

## Levensloop
Goos was actief bij VC Zandhoven. In 2008 sloot Goos aan bij VDK Gent. Met deze club behaalde ze in 2012-'13 de landstitel en won ze tweemaal de Supercup (2009 en 2011). Ook bereikte ze met deze club in 2011-'12 de halve finales van de Challenge Cup. Vervolgens ging ze aan de slag bij het Duitse Dresdner SC 1898, waarmee ze in 2013-'14 landskampioen werd. Met deze club uit Dresden bereikte ze in 2013-'14 tevens de halve finales van de CEV Cup. In 2015 - na een verblijf van een jaar in Brazilië - sloot ze opnieuw aan bij VDK Gent. In deze periode bij de Gentse club behaalde ze haar derde Supercup (2015). Vervolgens kwam ze uit voor Barbãr Girls en Antwerp Ladies VT. In het seizoen 2021-'22 was ze actief bij het Zweedse Engelholm VS.
Haar partner Eder Pinheiro is eveneens actief in het volleybal.